# Stablecoin
Stablecoins, também chamadas de moedas estáveis, são criptomoedas pareadas em algum ativo estável ou cesta de ativos, de modo a controlar a volatilidade. Uma stablecoin pode ser atrelada a uma criptomoeda, a uma moeda fiduciária, a metais preciosos, como ouro e prata, ou a commodities, como o petróleo. Stablecoins resgatáveis em moedas ou commodities são consideradas lastreadas, enquanto aquelas vinculados a um algoritmo são referidas como senhoriagem (não lastreadas).

## Stablecoins lastreadas
As vantagens das criptomoedas lastreadas em ativos são que elas são estabilizadas por ativos que flutuam fora do universo das criptomoedas, ou seja, o ativo subjacente não é correlacionado, reduzindo o risco financeiro. O Bitcoin e as altcoins são altamente correlacionados, de modo que os detentores de criptomoedas só podem escapar das quedas generalizadas de preço ao sair do mercado ou se refugiar em stablecoins lastreadas em ativos. Além disso, essas moedas, supondo que sejam administradas corretamente e tenham um mecanismo para resgatar o(s) ativo(s) que as respaldam, dificilmente cairão abaixo do valor do ativo físico subjacente, devido à arbitragem.
As stablecoins com lastro estão sujeitas à mesma volatilidade e risco associados ao ativo lastreado. Se a stablecoin lastreada for lastreada de forma descentralizada, então ela está relativamente protegida de predação, mas se houver um cofre central, ela pode ser roubada, ou sofrer perda de confiança.

### Lastro em commodities
Stablecoins lastreadas em commodities como metais preciosos (ouro e prata, por exemplo) são muito menos propensas a serem infladas do que stablecoins lastreadas em moedas fiduciárias. É mais difícil minerar ouro ou prata do que "criar dinheiro do nada". As principais características destas stablecoins são:
- Seu valor é fixado em um ou mais commodities e resgatáveis por tais (mais ou menos) sob demanda.
- Há uma promessa de pagamento, por indivíduos não regulamentados, firmas agoristas ou até mesmo instituições financeiras regulamentadas.
- A quantidade de commodities usada para apoiar a stablecoin deve refletir o fornecimento circulante da stablecoin.

Os titulares de stablecoins lastreadas em commodities podem resgatar suas stablecoins à taxa de conversão para tomar posse de ativos reais. O custo de manter a estabilidade da stablecoin é o custo de armazenamento e proteção do suporte do commodity.
Exemplos: Digix Gold Tokens (DGX), PAX Gold (PAXG) e outras.

### Lastro em moedas fiduciárias
O valor das stablecoins deste tipo é baseado no valor de uma moeda fiduciária, que é detida por uma entidade financeira regulada por terceiros. Nesse cenário, a confiança no custodiante do ativo de garantia é crucial para a estabilidade do preço da stablecoin. Stablecoins lastreadas em moedas fiduciárias podem ser negociadas em corretoras e resgatadas do emissor. O custo de manutenção da estabilidade da stablecoin é equivalente ao custo de manutenção da reserva de apoio e ao custo de conformidade legal, manutenção de licenças, auditorias e a infraestrutura do negócio exigida pelo regulador.
As criptomoedas lastreadas em moedas fiduciárias são as mais comuns e foram o primeiro tipo de stablecoins no mercado. Suas características são:
- Seu valor está atrelado a uma ou mais moedas (o dólar americano, o euro e o franco suíço são os mais comuns) em uma proporção fixa.
- A corrente é realizada fora da cadeia, por meio de bancos ou outros tipos de instituições financeiras regulamentadas que atuam como depositários da moeda usada para apoiar a stablecoin.
- A quantidade da moeda usada para respaldar a stablecoin deve refletir o fornecimento circulante da stablecoin.

Exemplos: TrueUSD (TUSD), USD Tether (USDT), USD Coin (USDC), Diem e Brazilian Digital Token (BRZ).

### Lastro em criptomoedas
Stablecoins lastreadas em criptomoedas são emitidas com criptomoedas como garantia, o que é conceitualmente semelhante às stablecoins lastreadas em moedas fiduciárias. No entanto, a diferença significativa entre estes dois tipos é que, enquanto a garantia da moeda fiduciária normalmente acontece fora do blockchain, a criptomoeda ou ativo criptográfico usado para apoiar este tipo de stablecoins acontece no blockchain, usando contratos inteligentes de uma forma mais descentralizada. Em muitos casos, eles funcionam permitindo que os usuários peguem um empréstimo do contrato inteligente por meio do bloqueio de garantias, tornando mais vantajoso pagar suas dívidas caso o valor da stablecoin diminua. Para evitar quedas repentinas, um usuário que toma um empréstimo pode ser liquidado pelo contrato inteligente caso sua garantia caia muito perto do valor de sua retirada.
As características mais significativas das stablecoins lastreadas em criptomoedas são:
- O valor da stablecoin é garantido por outra criptomoeda ou carteira de criptomoedas.
- O lastro é executado no blockchain por meio de contratos inteligentes, assim como o fornecimento das stablecoins.
- A estabilidade de preços é alcançada através da introdução de instrumentos e incentivos complementares, não apenas das garantias.

A implementação técnica deste tipo de stablecoin é mais complexa e variada do que a de stablecoins com lastro fiduciário, o que apresenta maiores riscos de ataques maliciosos devido a bugs no código dos contratos inteligentes. Com o tethering realizado no blockchain, criar uma solução descentralizada não depende da regulamentação de terceiros. O aspecto potencialmente problemático deste tipo de stablecoin é a mudança no valor da garantia e a dependência de instrumentos complementares. A complexidade e o apoio indireto da stablecoin podem impedir o uso, já que pode ser difícil compreender como o preço é realmente garantido. Devido à natureza altamente volátil e convergente do mercado de criptomoedas, uma garantia muito grande também deve ser mantida para garantir a estabilidade.
Os projetos de stablecoins deste tipo em ativa são o Havven (par: nUSD – stablecoin e HAV – nUSD com garantia), DAI (par: CDP – Posição de dívida garantida e MKR – token de governança utilizado para controlar o fornecimento) e outros.

## Estilo de senhoriagem (sem lastro)
Moedas baseadas em senhoriagem utilizam algoritmos para controlar a oferta das stablecoins, algo similar à abordagem de um banco central em relação à impressão e destruição de moedas. Stablecoins baseadas em senhoriagem são uma forma menos popular.
As características mais significativas das stablecoins baseadas em senhoriagem são:
- Os ajustes são feitos na cadeia de blocos.
- Nenhuma garantia é necessária para cunhar moedas.
- O valor é controlado pela oferta e demanda por meio de algoritmos, estabilizando o preço.

Basis foi um exemplo de stablecoin do tipo senhoriagem.

## Iniciativas e aplicações no mercado
Com o crescimento das stablecoins no cenário global, surgem iniciativas voltadas tanto para a adoção prática quanto para a disseminação de conhecimento sobre o tema. Empresas especializadas têm desenvolvido soluções de infraestrutura, compliance e educação para facilitar o uso institucional dessas moedas digitais.
No Brasil, a Lumx oferece infraestrutura tecnológica para que instituições financeiras e empresas utilizem stablecoins em operações como pagamentos internacionais, gestão de tesouraria e liquidações em blockchain. Além da atuação prática, a empresa também promove iniciativas educacionais, como o guia Stablecoins do Zero ao Pro (https://lumx.notion.site/Stablecoins-do-Zero-ao-Pro-Guia-essencial-para-o-mercado-19830e84b17080cebd91ef0c864d905f), que compila conceitos, estudos de caso e frameworks de implementação.
Além disso, a Lumx mantém o podcast Stable Talks(https://lumx.io/stable-talks), com entrevistas de líderes do setor sobre o impacto das stablecoins no mercado financeiro global, e disponibiliza um Glossário de Stablecoins (https://lumx.io/stablecoin-glossary) que explica termos técnicos e estratégicos relacionados à operação e regulação dessas moedas.

## Críticas
Tether, a maior stablecoin em capitalização de mercado, enfrentou acusações de ser incapaz de fornecer auditorias para suas reservas enquanto imprime milhões continuamente; muitos atribuíram sua criação não verificável de novas moedas ao aumento do preço do Bitcoin em 2017. 

## Projetos de stablecoin fracassados e abandonados
Stablecoins também estão sujeitas ao fracasso devido à volatilidade e à manutenção necessária em muitos casos.
NuBits é um exemplo de uma stablecoin que falhou em manter seu lastro.
O projeto de stablecoin Basis, que recebeu mais de 100 milhões de dólares em financiamento de capital de risco, foi encerrado em dezembro de 2018, citando preocupações sobre a regulamentação nos EUA. 

## Impactos sociais
Os impactos sociais dessa espécie de criptomoeda ainda estão sendo investigados. O Banco de Compensações Internacionais (BIS) recomendou que as stablecoins, especialmente as que ainda estão em fase de desenvolvimento, devem ter como objetivos sociais a redução do custo dos serviços financeiros, desenvolvimento de softwares de monitoramento transparentes e desenvolvidos em código aberto, vigília da legalidade dos pagamentos e implementação de estruturas regulatórias e de padronização. Além disso, o BIS disse que as stablecoins permanecem como um produto de nicho. O economista Agustín Carstens, diretor geral do Banco de Compensações Internacionais, recomendou que os bancos centrais devem atuar como regulador central e serem responsáveis pela emissão das stablecoins, e disse que há potencial de que estas causem um colapso no sistema financeiro caso não sejam implementadas as medidas de regulamentação, de modo que se tornem semelhante ao bitcoin.